# Абдуллаев, Микаил Гусейн оглы
Микаил Гусейн оглы Абдуллаев (азерб. Mikayıl Hüseyn oğlu Abdullayev; 19 декабря 1921, Баку — 21 августа 2002, Баку) — азербайджанский, советский художник-живописец, график, монументалист, сценограф

, педагог. Народный художник СССР (1963). 

## Биография
Микаил Абдуллаев родился 19 декабря 1921 года в Баку. 
В 1935—1939 годах учился в Азербайджанском художественном техникуме (ныне Художественное училище имени Азима Азимзаде) у С. Б. Бахлулзаде, в 1939—1949 — в Московском художественном институте им. В. И. Сурикова у С. В. Герасимова, В. В. Фаворской, И. И. Чекмазова. 
Во время войны не был призван в армию благодаря заступничеству крупнейшего азербайджанского художника А. Азимзаде перед первым секретарём ЦК КП Азербайджана М. Багировым.
Работа в жанре пейзажа, портрета, натюрморта. В творчестве художника преобладают лирические темы. Автор картин «Вечер» (1947), «Огни Мингечаура» (1948), «Строители счастья» (1951), «Индийская серия» (1957—1960), «Столетний резчик А. Бабаев» (1961), «Девушки Хачмаса» (1982), серии рисунков «За рекой Аракс» (1950), иллюстраций к эпосу «Китаби Деде-Коркут» (1956) и поэме «Лейли и Меджнун» (1958).
Творчество художника было тесно связано с литературой. Он создал портреты многих писателей, деятелей искусства. Среди них такие работы, как «М. Горький в 1928 году в Баку»(1950), «Узеир Гаджибеков» (1944), «Самед Вургун» (1944, 1959, 1975), «М. Ф.
Ахундов»(1962), «Имадеддин Насими» (1973), «Пианист Ф. Бадалбейли» (1975).
Большой вклад внёс художник и в книжную графику, в частности создал иллюстрации к произведениям Низами, Физули, Вагифа, М. Ф. Ахундова, А. Алескера, М. Э. Сабира, Дж. Джаббарлы, С. Вургуна, Р. Рзы.
В 1956—1971 годах художник путешествовал по Индии, Афганистану, Польше, Италии и др. странам. Создал портреты И. Ганди, Гуттузо, Моравиа, Манцу. В результате путешествий по Индии создал такие произведения, как «Женщины Раджастана», «Бенгальские девушки». За живописный цикл «По Индии» в 1970 году индийское правительство наградило его золотой медалью и дипломом лауреата Международной премии имени Джавахарлала Неру.
Работал так же в области монументального искусства и театрально-декорационной живописи.
Оформил зал станции метро «Низами Гянджеви», где создал мозаичные панно на основе сюжетов произведений Низами и сам портрет Низами. Им также были оформлены гостиница «Апшерон» и дворец «Гюлистан».
Его персональные выставки проходили в Дели, Лондоне, Монреале, Москве и ряде других городов мира. Работы экспонировались на зарубежных выставках (Прага (1957), Пекин (1958), Брюссель (1958), Белград (1959), Париж (1960), Берлин (1963)).
В 1941—1943 годах преподавал в Азербайджанском художественном училище им. А. Азимзаде, с 1965 — в Азербайджанском институте искусств им. М. А. Алиева. Профессор (1973). В 1970—1975 годах руководил творческой мастерской живописи Академии художеств (Баку).
Автор книг «Воспоминания об Италии» («Итальянские впечатления», Баку, 1958), «Глазами бакинца» (Баку, 1962).
Действительный член Академии художеств СССР (1988, член-корреспондент (1958)). 
Депутат Верховного Совета Азербайджанской ССР 5-9 созывов (с 1959), заместитель председателя Верховного Совета Азербайджанской ССР (1967—1975).
Скончался 21 августа 2002 года в Баку. Похоронен на Аллее почётного захоронения.

## Награды и звания
- Заслуженный деятель искусств Азербайджанской ССР (1955)
- Народный художник Азербайджанской ССР (1960)
- Народный художник СССР (1963)
- Государственная премия Азербайджанской ССР (1974) — за диптих "Девушки-рисоводы"
- Орден Ленина (1959)
- Орден Октябрьской Революции (1972)
- Орден Дружбы народов (1981)
- Орден «Независимость» (Азербайджан, 1997) — за большие заслуги в развитии азербайджанского искусства[7]
- Медали
- Золотая медаль и диплом лауреата Международной премии имени Д. Неру (1970)
- Серебряная медаль Академии художеств (1958)
- Серебряная медаль Всемирной выставки в Брюсселе (1958)
- Персональная стипендия Президента Азербайджанской Республики (2002)[8]

## Память
- На фасаде дома в Баку, в котором жил художник установлена мемориальная доска с его барельефом. Автор барельефа — азербайджанский художник Зейналабдин Искендеров[9].

| |  |
| Мозаичные рисунки работы Абдуллаева, изображающие героев «Хамсе» Низами Гянджеви (слева — «Хосров и Ширин», справа — «Семь красавиц»). Станция метро «Низами Гянджеви в Баку |  |